# محوطه شیرزادی
محوطه شیرزادی مربوط به دوره اشکانیان - دوره ساسانیان است و در شهرستان گیلانغرب، بخش مرکزی، دهستان چله، جنوب و چسبیده به روستای شیرزادی واقع شده و این اثر در تاریخ ۲۶ اسفند ۱۳۸۷ با شمارهٔ ثبت ۲۵۴۶۰ به‌عنوان یکی از آثار ملی ایران به ثبت رسیده است.